# Подкрай (община Иг)
Вижте пояснителната страница за други значения на Подкрай.
Подкрай (на словенски: Podkraj) е село в Словения, регион Средна Словения, община Иг. Според Националната статистическа служба на Република Словения през 2015 г. селото има 134 жители.